# Hudson Bend (Teksas)
Hudson Bend je naseljeno mjesto za statističke potrebe u američkoj saveznoj državi Teksas. Prema popisu stanovništva iz 2010. u njemu je živjelo 2.981 stanovnika.